# Emma Bell Clifton
Emma Bell Clifton (Pittsburg, Pensilvania; 1 de noviembre de 1874 - Los Ángeles, California; 3 de agosto de 1922) fue una guionista durante la era del cine mudo en los Estados Unidos. Escribió para varios estudios, incluyendo Vitagraph y Universal Studios. También fue una actriz y como tal participó en 17 películas.

## Vida
Su marido era el guionista Wallace  C. Clifton. La pareja tuvo una hija: Emma Clifton Bucci, quién trabajó como actriz entre los años 1913 y 1917.
Emma Bell Clifton murió de un ataque de corazón en su casa en Los Ángeles el 3 de agosto de 1922. Vivía en los Apartamentos Virginia en el Hollywood Bulevar después de que recientemente se mudara a Hollywood para servir como agente de Olga Petrova.

## Guiones
A continuación, se mostrará una selección de los mismos:
- The Undying Flame (1917)[5]
- The Little Diplomat (1919)[6]
- Silkless Banknote (1920)[7]
- The Blue Pearl (1920)[8]